# Омега-окисление
Омега-окисле́ние (ω-окисление, англ. omega oxidation) — один из механизмов деградации жирных кислот (наряду с β-окислением и альфа-окислением). Этот путь имеется у растений и некоторых животных (например, позвоночных) и заключается в окислении жирных кислот с ω-атома углерода (то есть самого последнего атома в углеводородной жирнокислотной цепи). Ферменты этого пути у позвоночных локализованы в эндоплазматическом ретикулуме (ЭПР) клеток печени и почек (в отличие от ферментов β-окисления, находящихся в митохондриях). Омега-окислению предпочтительнее подвергаются жирные кислоты с 10—12 углеродными атомами.

## Реакции
В нижеследующей таблице описываются последовательно протекающие реакции, составляющие процесс ω-окисления.
| п/п | Тип реакции       | Фермент                    | Описание | Реакция |
| 1.  | Гидроксилирование | Оксидаза смешанной функции | В первой реакции на ω-атоме углерода появляется гидроксильная группа. Кислород для этой группы берётся из молекулярного кислорода (О2) в ходе сложной реакции, в которой задействованы цитохром Р450 и NADPH как донор электронов. |         |
| 2.  | Окисление         | Алкогольдегидрогеназа      | Гидроксильная группа на ω-атоме окисляется до альдегидной с участием NAD+. |         |
| 3.  | Окисление         | Альдегиддегидрогеназа      | Альдегидная группа окисляется до карбоксильной, в результате чего образуется жирная кислота с карбоксильной группой на каждом конце.                                                                                               |         |

После этих трёх реакций каждый из концов может соединиться с коферментом А (СоА), и молекула может поступить в митохондрию и подвергнуться β-окислению. В ходе каждого прохождения β-окисления жирная кислота с двумя концами превращается в дикарбоновую кислоту (например, сукцинат) и адипиновую кислоту.
У животных жирные кислоты иногда гидроксилируются как по терминальному углеродному атому (ω), так и по соседнему с ним (ω-2 или ω2). У растений возможно также гидроксилирование по позициям ω2, ω3 и ω4.

## Значение
У млекопитающих в норме ω-окисление имеет второстепенное значение, а большая часть жирных кислот разрушается по пути β-окисления. Впрочем, у человека 3,6-диметилоктаноевая кислота и другие разветвлённые жирные кислоты разрушаются преимущественно через ω-окисление. Однако когда путь β-окисления дефектен (например, из-за мутации или недостатка карнитина), значение ω-окисления увеличивается. ω-окисление также «служит спасением» при дефектном α-окислении (например, у больных синдромом Рефсума). Кроме того, в ходе неполного β-окисления из митохондрий высвобождаются небольшие количества 3(β)-гидроксижирных кислот, которые подвергаются ω-окислению и превращаются в 3-гидроксидикарбоновые кислоты, которые могут быть выведены из организма с мочой. Наконец, ω-окисление служит эффективным способом элиминирования токсичного повышенного уровня свободных жирных кислот, наблюдающегося при некоторых физиологических состояниях (диабет, голод, алкоголизм).